# Bedford-Meister

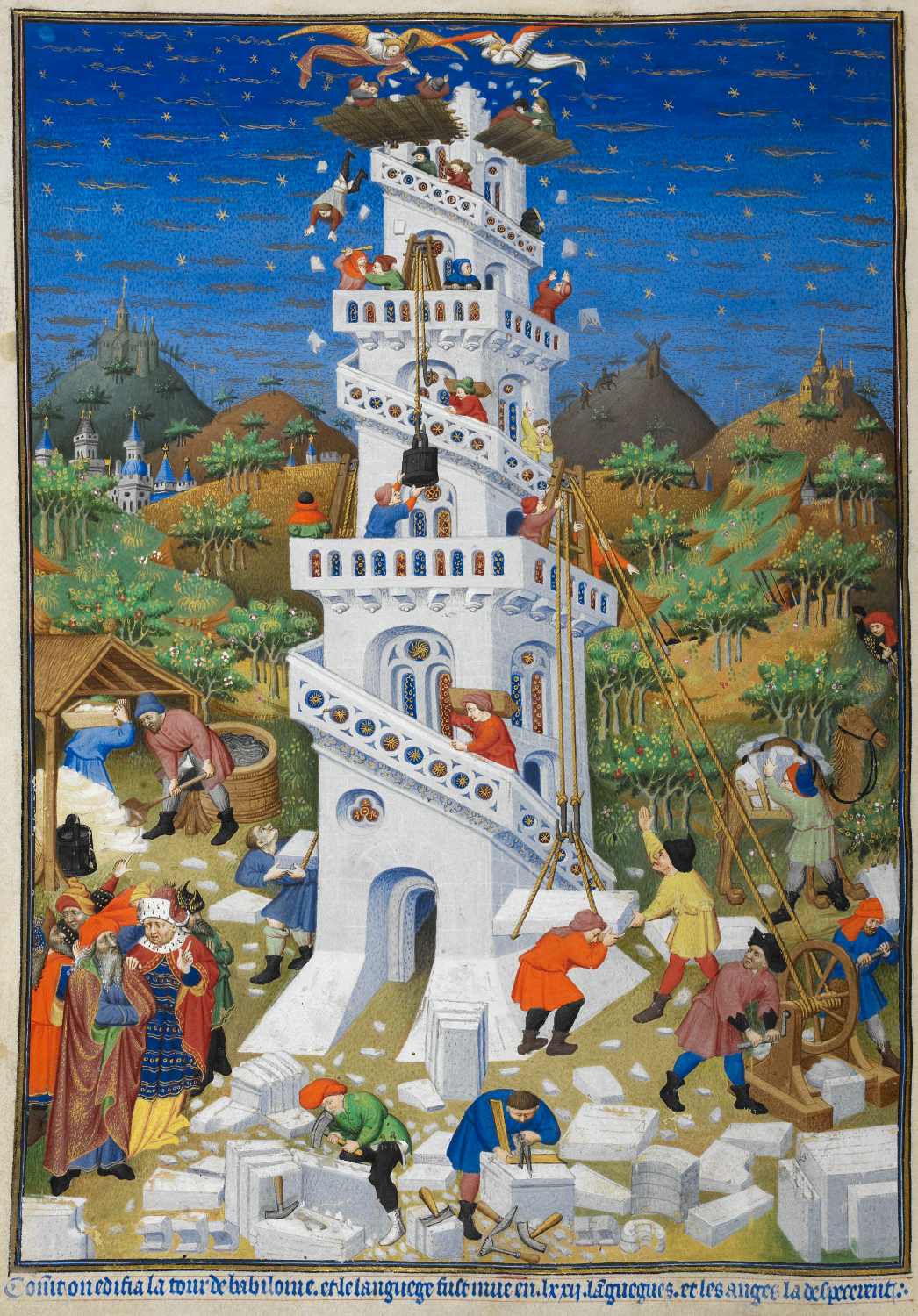
Der Turmbau zu Babel, Buchillustration, 41 × 28 cm, London, 1423

Der sogenannte Bedford-Meister (engl. Master of the Bedford Hours, Bedford Master; frz. Maître de Bedford,  Maître du Duc de Bedford) war ein 1405–1435 in Paris wirkender französischer Buchmaler. Er ist mit einem Notnamen nach dem Bedford-Stundenbuch (engl. Bedford Hours) benannt, von dem man annahm (Winkler 1914), dass es von John of Lancaster, 1. Duke of Bedford (1389–1435), in Auftrag gegeben wurde. Sein Werk umfasst zudem ein Brevier (Salisbury Breviary).
Die Arbeit des Meisters von Bedford orientierte sich an den Très Riches Heures der Brüder von Limburg.
Der Meister von Dunois wird als Schüler des Bedford-Meisters angesehen, als Zeitgenosse des Meisters von Bedford gilt auch der ebenfalls in Paris als Buchmaler tätige Meister der Münchner Legenda Aurea.

## Ausstellung
- Das Stundenbuch des Herzogs von Bedford, Blüte französischer Buchkunst im Hundertjährigen Krieg, Deutsches Historisches Museum, Berlin, 16. Februar bis 11. März 2007